# Grus i dojjan

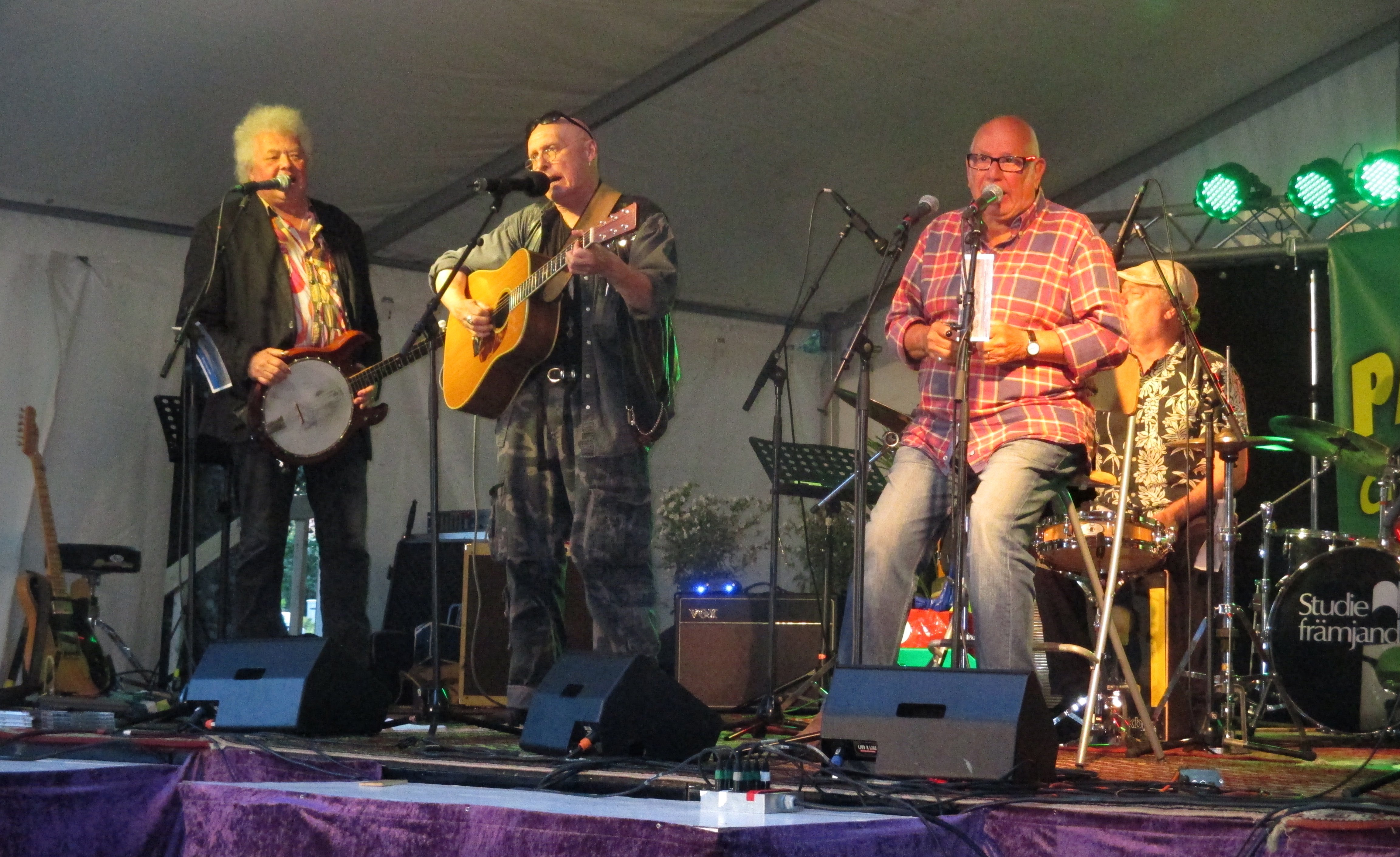
Grus i dojjan på Parkfestivalen i Falköping 2015.

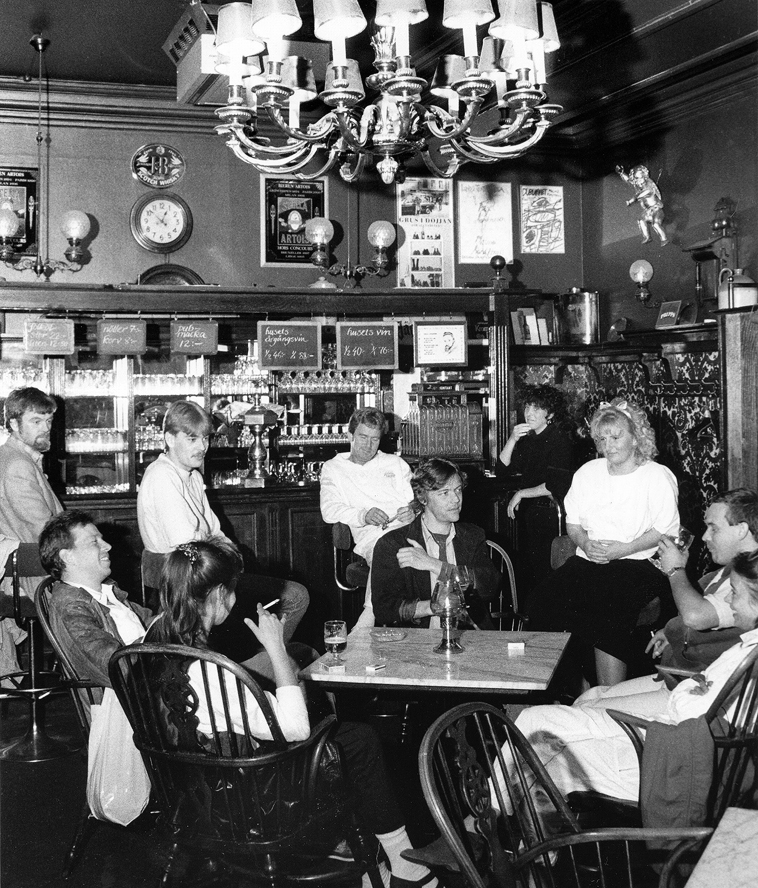
"Bullen" var under 70-80-talet stamhak för Malmös kulturelit, här hade "Grus" sin första spelning 1970. På väggen uppe till höger sitter en affisch med Grus i Dojjan.

Grus i dojjan var en svensk musikgrupp som bildades 1970 i Åkarp mellan Malmö och Lund och upplöstes efter grundaren Christer "Krutte" Hedbergs död 2022.

## Historia
I centrum stod sedan starten Christer "Krutte" Hedberg som bildade bandet tillsammans med Lennart "Helge" Hansson, Mats Hennig och Arne Wirén. Bandet, som spelade folkmusik med influenser av schlager och dansbandsmusik, hade sin första spelning 1970 på Restaurang Bullen på Storgatan i Malmö. Bandet spelade även 1971 på den första Folkfesten i Malmö, som var den malmöitiska motsvarigheten till Gärdesfesterna i Stockholm. Bandet hade en klar koppling till proggrörelsen, även om det aldrig haft några politiska texter. Bandet medverkade sedan starten 1985 varje år på invigningen av Malmöfestivalen, bortsett från 2020 och 2021, då festivalen var inställd på grund av covid-19-pandemin. År 2023 gjorde tidigare medlemmar i gruppen ett framträdande på festivalen under namnet Gruset. Gruppen gjorde den 11 juli 1995 ett framträdande i TV-programmet Allsång på Skansen. Bandet utgav nio musikalbum.

## Medlemmar
Bland bandets medlemmar, som bortsett från Krutte Hedberg skiftade mycket genom åren, märks kända proggmusiker som Peter Clemmedson och Arne Franck från Hoola Bandoola Band, Jesper Lindberg som spelat med Björn Afzelius, Totta Näslund, Eldkvarn och Anders F Rönnblom samt Bosse Linné från Contact. Christer Cervin medverkade på gitarr och sång och Håkan Ström på bas. Hedberg avled 2022.

## Diskografi
- 1972 – Grus i dojjan spelar Hullimullan (Playback PBLP 101)
- 1973 – Levande musik med Grus i dojjan (Sonet Records, SLP 2549)
- 1974 – Slarvigt men säkert (Sonet Records, SLP 2561)
- 1975 – Högt spel (Sonet Records, SLP 2567)
- 1976 – Friska grustag (Sonet Records, SLP 2582)
- 1978 – I klackbaren (Metronome MLP 15630)
- 1981 – Efter kaffet (Amalthea AM 23)
- 1995 – Från folkfest till pilsnerpunk (Hullimullan produktion, Grus 1)
- 2002 – Hitsum kitsum (Skåneton, SKCD 100)